# اندی داوسون
اندی داوسون (انگلیسی: Andy Dawson؛ زادهٔ ۲۰ اکتبر ۱۹۷۸) بازیکن سابق و مربی فوتبال اهل انگلستان است.